# Luan-pching
Okres Luan-pching (čínsky v českém přepisu Luan-pching sien, pchin-jinem Luánpíng Xiàn, znaky zjednodušené 滦平县, tradiční 灤平縣) je okres v čínské severovýchodní provincii Che-pej, jehož hranici s pekingským okresem Mi-jün tvoří Velká čínská zeď. Správním střediskem okresu ležícího na rozloze 3 195 km2 je na úrovni prefektury město Čcheng-te.
Okresem prochází dopravní komunikace, významné dálnice G45 Ta-čching–Kuang-čou, G101 a G112, rovněž tak i železniční trať mezi Pekingem a Tchung-liaem.

## Správní dělení
Okres zahrnuje 1 uliční obvod, 7 městysů, 4 obce a 9 národnostních obcí.
- Uliční obvod (街道, jiēdào)
  - Čung-sing (中兴路街道)

- Městysy (镇, zhèn)
  - Luan-pching (滦平镇)
  - Čchang-šan-jü (长山峪镇)
  - Chung-čchi (红旗镇)
  - Ťin-kou-tchun (金沟屯镇)
  - Chu-š'-cha (虎什哈镇)
  - Pa-kche-š'-jing (巴克什营镇)
  - Čang-paj-wan (张百湾镇)

- Obce (乡, xiāng)
  - Fu-jing-c' (付营子乡)
  - Chuo-tou-šan (火斗山乡)
  - Chung-čchi (两间房乡)
  - Lao-wa (涝洼乡)

- Národnostní obce (满族乡, mínzúxiāng) s etnikem Mandžuů
  - Pching-fang (平坊满族乡)
  - An-čchun-kou-men (安纯沟门满族乡)
  - Siao-jing (小营满族乡)
  - Si-kou (西沟满族乡)
  - Teng-čchang (邓厂满族乡)
  - Wu-tao-jing-c' (五道营子满族乡)
  - Ma-jing-c' (马营子满族乡)
  - Fu-ťia-tien (付家店满族乡)
  - Ta-tchun (大屯满族乡)